# Seznam črnogorskih pisateljev
Seznam črnogorskih pisateljev.

## B
Dragomir Brajković - Balša Brković - Jevrem Brković - Miodrag Bulatović - 

## D
Peko Dapčević

## Đ
Milovan Đilas -

## J
Borislav Jovanović

## K
Novak Kilibarda (1934-2023)

## L
Mihajlo Lalić -

## N
Andrej Nikolaidis - Petar II. Petrovič Njegoš -

## O
(Vida Ognjenović)

## P
Milorad Popović /Milorad Mijo Popović - Bosiljka Pušić

## S
Sima Milutinović Sarajlija - Ćamil Sijarić -

## T
Slobodan Tomović (filozof, teolog, esejist...)